# Castillo de Huelma

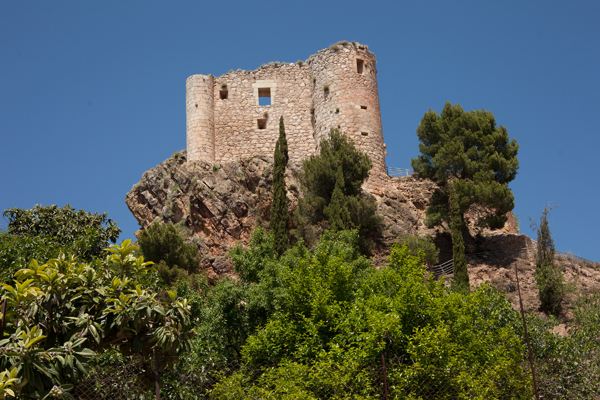
El castillo, sobre el promontorio

El castillo de Huelma se encuentra en las afueras del casco urbano de Huelma, provincia de Jaén (España). Se trata en la actualidad de un castillo de corte renacentista construido, probablemente, por el señor de la villa, el duque de Alburquerque, en la primera mitad del siglo XVI. Es de planta cuadrangular (13,95 x 11,40 metros), dotado de cuatro torres cilíndricas, una en cada esquina, unidas entre sí por paños de muros y una puerta abierta en un arco de medio punto a nivel del suelo. Los dos grandes torreones del lado Sur están dotados de buzones para la artillería distribuidos en al menos dos alturas. En el ángulo Oeste se apoya directamente en un gran peñasco, cortado a pico, que supone en sí mismo una poderosa defensa.

## Descripción
El castillo se construyó, según los datos documentales que se poseen en la actualidad de él, sobre el antiguo castillo musulmán que fue destruido para este fin. Efectivamente, en el cerro en cuya cima se sitúa el actual castillo hay abundantes restos de una antigua población musulmana, que los documentos del siglo XVI denominan "la villa", que se despobló a mediados de ese siglo.
Se conservan, efectivamente algunos lienzos de murallas y dos torreones de las mismas, situadas a media ladera, construidas en mampostería concertada en hiladas. También se conserva otro pequeño trozo de muro construido aprovechando una roca y otros restos de muros destruidos por la construcción de la carretera que une a Huelma con Montejícar. Aunque los restos que quedan no son suficientes para poder reconstruir el perímetro original de la villa.
Más arriba, cerca del actual castillo, se conservan otros muros, que debieron pertenecer a la alcazaba musulmana que delimitan una planta poligonal, que claramente no tiene nada que ver con el castillo del siglo XVI, ni por la orientación de los mismos ni por su factura: aunque construidos también en mampostería, tanto el tipo de piedra utilizada como la argamasa son distintos.
Finalmente, en el interior del castillo se conserva un gran aljibe, cimentado en la roca que ocupa casi por completo la totalidad del espacio interior del castillo. Está construido en hormigón muy duro, con un grosor de paredes que oscila entre 1,20 y 1,50 metros. Las dimensiones interiores son las siguientes: 8,30 metros de largo y 3,25 de ancho. La profundidad, en aquellos puntos donde se ha podido apreciar, es de 1,65 metros.
El aljibe original conserva señales de haber sido reutilizado en varias ocasiones. En primer lugar una reparación con ladrillo de una grieta abierta en las paredes Suroeste y Noreste, quizás a causa de un terremoto, puesto que la solidez de la obra hace difícil pensar en otra causa. Posteriormente sufrió una reforma total en su interior efectuada en ladrillo, que redujo sus dimensiones a 7 metros de largo por 3 metros de ancho, siendo impermeabilizado con un enlucido de almagra, tapado por otro posterior. Probablemente en la época en que se construyó el castillo cristiano, al aljibe se le quitó la bóveda y se arrasó su superficie. En todo lo largo de la pared Noreste se horadaron en el hormigón asientos para vigas que debieron de servir como suelo de una planta alta del castillo, situada por encima de la puerta principal de acceso, y de la que al aljibe servían de base.
Aparte de este aljibe y de las escaleras y aterrazamientos que salvan los desniveles del interior, no hay otras construcciones.

## Historia

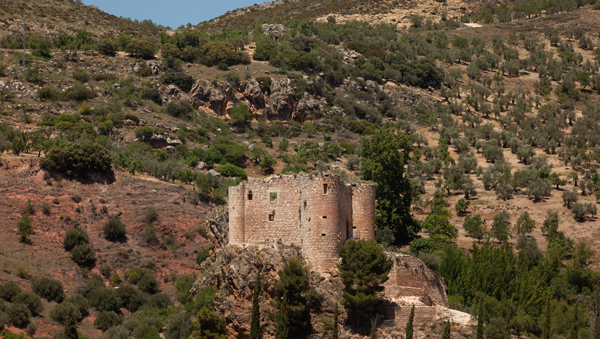
Vista general del castillo de Huelma.

Por el trazado de los buzones, Edward Cooper considera que fue construido en la primera mitad del siglo XVI. No obstante, el acusado carácter militar y la ausencia de elementos palatinos o siquiera residenciales en el mismo, inducen a pensar en una construcción anterior, quizá en el marco de las luchas finales del reinado de Enrique IV o al menos antes de la conquista del reino nazarí, sin descartar, a falta de estudios murarios, que los buzones hubiesen sido introducidos en un segundo momento. Esta es una de las escasas fortalezas que se construyeron en esta época en las tierras del Alto Guadalquivir, posiblemente porque eran ya notablemente abundantes después de dos siglos, durante los cuales estas tierras habían sido frontera.
En todo el espacio comprendido entre el castillo y los muros más bajos hay abundantes restos constructivos, especialmente teja, pudiéndose observar algunos suelos que aparecen en los cortes del terreno.

### Prospección superficial
La cerámica, por el contrario, es más escasa, habiéndose recogido cerámica nazarí y cristiana sobre todo del siglo XVI.

### Ubicación del castillo
Para analizar el lugar que tuvo el Castillo de Huelma en la organización del espacio en el valle del Jandulilla se puede tomar como punto de partida las noticias que transmiten los castellanos cuando en el transcurso de sus conquistas llegan hasta estas tierras en el segundo cuarto del siglo XIII. La primera instalación permanente cristiana data de 1227, cuando D. Sancho Martínez conquista Jódar. Hasta mediados de siglo consiguió hacerse con el control de diversos castillos y otros poblados no fortificados. Según los datos aportados por diversos documentos redactados en la década 1240-1250, había conquistado los "castella", según la nomenclatura de los documentos, de Chincóyar y Neblir y una serie de poblados relacionados con ellos (Solera, Polera, Gris, Alló y Ogáyar). Aparte de ellos, en el privilegio rodado de Fernando III fechado el 6 de abril de 1243 en Valladolid, también aparecen los castella de Bélmez, Huelma y Cabra. A pesar de su evidente parcialidad, estos datos proporcionados por las fuentes escritas nos ponen sobre la pista del tipo de poblamiento existente en el momento en el que los feudales se imponen a él. Según ellos, los dos tipos fundamentales de asentamientos humanos existentes en la zona son los "castella" y los "logares". Y, efectivamente, la investigación arqueológica corrobora este hecho: los dos únicos elementos poblacionales detectados hasta la fecha son las fortificaciones y los poblados. El primero de ellos, el "castellum" se puede poner en relación con el hisn musulmán, según la definición de "castillo rural", caracterizado por su función de refugio, en unas ocasiones simplemente temporal y en otras albergando en su interior un pequeño hábitat permanente.

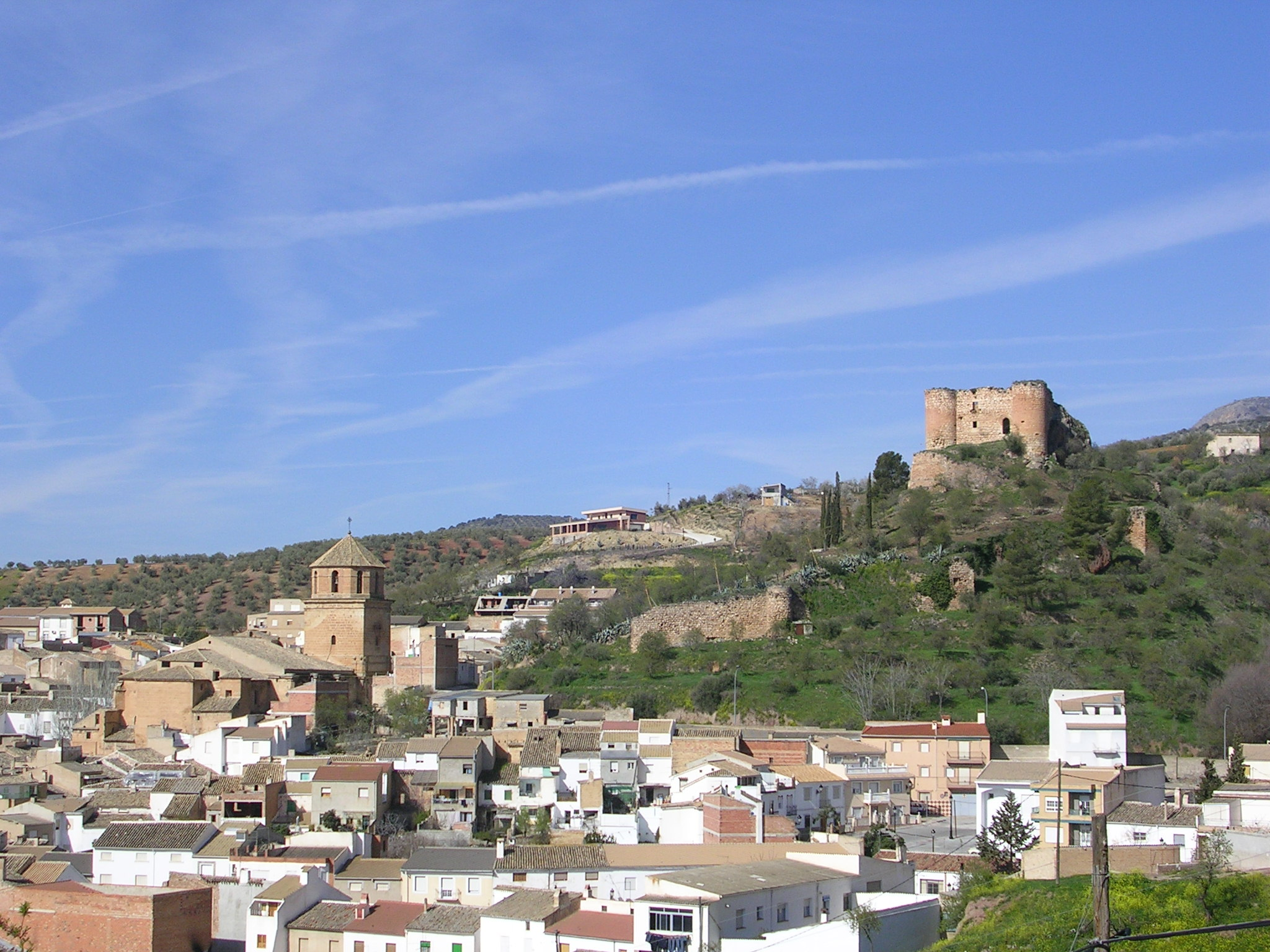
El castillo de Huelma y la población homónima.

Así pues, el poblamiento de la sierra en el siglo XIII se podría definir como una serie de castillos en torno a los cuales se encuentran otros poblados no fortificados, asociados presumiblemente a los primeros. Estos castillos comienzan a aparecer después de la creación o reorganización del poblamiento rural llevado a cabo en época califal. Este hecho debe estar en relación con la aparición de una toponimia más claramente árabe en la zona. Toponimia que debió aparecer entre los siglos XI y XIII, puesto que está ausente en el período anterior, no existiendo en las crónicas de época califal mientras que los cristianos la encuentran ya en el siglo XIII. Un ejemplo es el de Huelma, "Walda(t) al-ma", que ha perdido la /d/ intervocálica, significando "nacimiento de agua", pudiendo apuntarse incluso la existencia de una homonimia con el "Guelma" argelino o el "Guelmes" marroquí, pues ambas poblaciones están situadas en la montaña y caracterizadas por la abundancia y la calidad de sus aguas, al igual que la localidad giennense. Cabe, si admitimos esta homonimia, la posibilidad de que Huelma se trate de un asentamiento bereber que reprodujese el nombre del lugar de origen de sus fundadores. Podríamos pensar, entonces, en la existencia de unos asentamientos bereberes producidos tras la desaparición del califato, cuando se abre en estas montañas un período de ininterrumpido dominio bereber, puesto que a las dominaciones almorávide y almohade en todo al-Ándalus, hay que añadir aquí la precedente, desde comienzos del siglo XI, del reino zirí de Granada, cuyo grupo dominante estaba formado por los bereberes Sinhaya procedentes del Atlas. En el estado actual de la investigación, aún no se puede atribuir concretamente a qué grupo pudo deberse esta inmigración, que se plasmó en la construcción de estos castillos en las mismas zonas donde ya se encontraba organizado un poblamiento rural de alquerías.
También queda por dilucidar otras importantes cuestiones, tales como precisar las formas y modos cómo estos castillos rurales y su sistema de alquerías se relacionaban tanto entre sí como con otras instancias exteriores, especialmente con los centros del poder político de al-Ándalus. Esta situación de aparente autonomía de la montaña respecto al valle debió de ser la que encontraron los cristianos cuando en el curso de su expansión lleguen a estas tierras a lo largo del siglo XIII, pudiéndose calibrar el grado de relación entre la montaña y las ciudades del valle en el siglo XIII analizando el sistema de conquista que siguen los castellanos. Así, cuando se refiere a la incorporación de los territorios serranos las noticias documentales no mencionan para nada su pertenencia u obediencia a nadie ajeno al mismo terreno: sólo se hace referencia al hecho de que el rey castellano había estipulado con los habitantes de estos territorios unas ciertas "convenientias", una capitulación, sin que se cite en ningún momento algún tipo de dependencia urbana de los mismos.
Por lo que se puede inferir, la conquista de las ciudades del valle es independiente de la de los territorios serranos. Probablemente debido a la ausencia de fuertes lazos entre unas y otros, las formas de conquista fueron diferentes y los resultados también: en las antiguas medinas musulmanas se constituyen concejos dotados de alfoces más o menos amplios, según, en la mayoría de los casos, la anterior extensión del distrito urbano islámico; mientras que las tierras alejadas de las ciudades son entregadas a diversos señores, suponiendo en muchas ocasiones el germen de futuros señoríos.

### Modelos de poblamiento en la época bajomedieval
En cualquier caso, el modelo de poblamiento andalusí vigente al menos desde el siglo XI entra en crisis en el siglo XIII como consecuencia de la actuación de los castellanos. El proceso de conquista del territorio llevó consigo inevitablemente una carga de violencia y destrucción que puso fin a muchas comunidades rurales. Los asaltos a castillos y poblados, los saqueos, los incendios de cosechas, alquerías y arrabales, cautiverios y emigraciones forzadas de poblaciones enteras, jalonan los itinerarios de la conquista castellana descritos en las crónicas de la época. A partir del último cuarto de siglo el dominio efectivo de los castellanos se va a circunscribir al valle del Guadalquivir, abandonándose muchas posiciones avanzadas que se habían conseguido a mediados de siglo: los herederos de Sancho Martínez de Jódar apenas van a controlar ahora el castillo de Jódar y el valle de Bedmar, situado al Norte del macizo de Mágina. Por su parte, los nazaríes también se encuentran inmersos en una crisis que provoca que los territorios efectivamente dominados por su reino se circunscriban a las Hoyas del surco Intrabético y las costas. Las montañas subbéticas debieron quedar en estos momentos de finales del siglo XIII en una situación intermedia entre castellanos y nazaríes, sin que realmente ninguno de ellos ejerciera un control efectivo sobre el territorio. Ni desde el valle del Guadalquivir ni desde el surco Intrabético se ejerce gran influencia ahora sobre la montaña.
A comienzos del siglo XIV, los cristianos abandonaron definitivamente las conquistas en la sierra y se circunscribieron a dominar el valle y sus aledaños, lo que favoreció que los nazaríes, una vez recuperados, tomaran la iniciativa en aquella. Es entonces cuando se inicia una transformación en profundidad del poblamiento existente hasta entonces.
De la época bajomedieval, siglos XIV y XV, datan los castillos por antonomasia de la zona: los de Bélmez, Solera y Huelma, así como varias torres cilíndricas similares todas ellas: Torre del Sol, Torre del Lucero y Torre de la Atalaya. Aparte de estas tres, se conocen otras, hoy en día desaparecidas pero bien documentadas, situadas al Sur y Sureste del castillo de Huelma, la de Fajarrey y la de Gallarín.
En estos yacimientos aparece cerámica nazarí y cristiana, muestra clara de los avatares militares y políticos de la frontera castellano-nazarí. Igualmente en todos ellos hay labores constructivas tanto cristianas como nazaríes, aunque el grueso de las labores de fortificación parece corresponder a la iniciativa nazarí, ya que hasta el siglo XV fueron frontera norte del reino granadino. Es de destacar en este sentido el gran aljibe del castillo de Huelma, descrito anteriormente, construido con un hormigón muy duro y con una capacidad de 44,5 m³, con una técnica que recuerda por sus semejanzas a otros similares del recinto de la Alhambra, lo que daría una cronología de la primera mitad del siglo XIV.

### Características del castillo
Como características comunes de estos castillos, podemos destacar la presencia, además de los aljibes, de un doble recinto amurallado, ausente totalmente en los husun del período anterior, de una extensión considerable, haciendo que el perímetro fortificado sea superior al de un simple castillo, especialmente en los dos más importantes y representativos de este período, los de Huelma y Bélmez.
Los restos que hoy en día se conservan nos hacen pensar que estos yacimientos son algo más que meros castillos, algo que también pensaban los cronistas del siglo XV, que se refieren a ellos generalmente como "villas", trascendiendo con esta denominación la de simple castillo, mientras que aún a principios del siglo XIV no se aprecia esta diferencia. Así, cuando en 1316 el infante don Pedro conquista Bélmez, la Gran Crónica General de Alfonso XI dice simplemente: 

"E acabo de veynte e vn dias que el ynfante don Pedro llego a aquel castillo, a tan afincados fueron los moros que dentro estauan, que le ovieron de dar el lugar".

 Mientras que un siglo después, cuando de nuevo los castellanos realizan conquistas en estas tierras, los relatos de las crónicas dejan constancia de las diferencias. Así, en 1438 cuando se conquista Huelma, en la Crónica del Halconero podemos leer: 

"A 21 dias de abril tomó Yñigo Lopez de Mendoça, por fuerça de armas, a Huelma, vna villa de moros... E el castillo de Huelma se detubo ciertos dias despues que la villa fue tomada, e al fin fue entrado".

 Entre el relato de 1316 y el de 1438 hay algunas diferencias. Mientras que en el primero sólo se hace referencia a un recinto fortificado, en el segundo se habla claramente de forma diferenciada de la "villa" y del "castillo", siendo, por lo tanto, dos espacios conquistados: primero el recinto civil fortificado, la villa, y después el castillo, que podríamos considerar como una pequeña alcazaba.
Entre estas dos fechas, por tanto, el castillo rural, elemento director del poblamiento en la etapa anterior, como hemos visto, ha desaparecido y ha sido sustituido por otro tipo de fortificación. Ahora el castillo no es sólo un refugio ocasional o sede de una pequeña guarnición, sino el elemento aglutinador del poblamiento, no sólo políticamente, sino también, y ésta es la diferencia, físicamente.

### Modelo de castillo
El cambio en el modelo de poblamiento es evidente: de un poblamiento disperso basado en alquerías que gravitan en torno a un hisn se pasa a otro concentrado en el que el poblamiento se organiza alrededor de recintos fortificados mucho más complejos que simples castillos. El caso de Huelma es paradigmático: Una fortificación en el lugar más prominente, que es a la que las crónicas castellanas llaman explícitamente "castillo", y otra zona situada en las inmediaciones de esta fortificación compuesta esencialmente de casas. En este sentido, es taxativa la declaración de un vecino de Huelma, Día Sánchez de la Trinidad, el 28 de febrero de 1566, cuando dice: 

"...en esta dicha villa de Huelma a abido e ay muros de la villa e castillo e fortaleça e torres en ella e casas y edifiçios de casas caydas muy antiguas e la çerca e muros e puertas susodichas muy antiguas que se caen de viejo...".

### El castillo durante la Conquista Castellana
La importancia estratégica y militar de Huelma y su castillo residía en su enclave geográfico: situada en el sur de Sierra Mágina, en una posición central entre Bélmez, Solera, Cambil y Montejícar, guardaba los pasos que conducían a Granada desde el Jandulilla y el que bordea la Sierra de Lucena para desembocar en Montejícar, desde donde se llegaba a Iznalloz, Píñar y la Vega de Granada. Por lo tanto, su castillo debía ser el que centralizara la defensa de esta zona, con una fuerte guarnición que tanto podía acudir a la defensa de los otros castillos como a efectuar incursiones a territorio cristiano.
Tras tres intentos fallidos (en 1431, 1435 y 1436), los castellanos consiguieron conquistar Huelma en 1438, una vez que se hizo cargo de la capitanía general de la frontera de Jaén don Íñigo López de Mendoza, señor de la Vega y futuro marqués de Santillana. Tanto el castillo como la villa quedaron de hecho en poder del marqués, pues, aunque no le fue concedido en señorío, sino que se consideró posesión de la corona real, quedó como alcaide de él. La plaza pasó a ser dominio del linaje de los Cueva unos años después, cuando D. Beltrán consiguió entroncar con la gran nobleza castellana al casarse con Dª María de Mendoza, hija del Marqués de Santillana. Su suegro le regaló la villa de Huelma, y poco después D. Beltrán obtuvo de Enrique IV en 1464 que la tenencia de esta villa pasase, también a su padre con el título de vizconde. Así pues, hacia 1464 D. Diego Fernández de la Cueva, padre de D. Beltrán, de ser regidor de Úbeda había pasado a convertirse en vizconde de Huelma y señor de Solera. A su muerte, acaecida en 1472, dejaba a su hijo Juan las villas de Solera, Huelma y Torreperogil, que formarían señorío jurisdiccional que heredarían los primogénitos del linaje. Y a ellos se deben las profundas modificaciones que se producen en el castillo y la villa que lo circundaba. Esta última desapareció, pues al ser tomada por asalto, la población musulmana fue expulsada. Una vez que se consolida el proceso repoblador con población cristiana, el nuevo pueblo se desarrollará a partir del siglo XVI en una cota más baja, en lo que hoy es la actual Huelma. En cuanto al castillo, se reedificó prácticamente de nuevo, para cumplir una misión diferente a la que había tenido con anterioridad, convirtiéndose en un emblemático castillo señorial, desde el cual, y a lo largo del tercer cuarto del siglo XV, los partidarios de Enrique IV, aliados al Condestable don Miguel Lucas de Iranzo, combatirían a la nobleza levantisca que seguía al marqués de Villena y al Maestre de Calatrava, don Pedro Girón. En la actualidad, son sus restos los que aún quedan en pie.